# 오이즈미촌 (야마가타현 히가시다가와군)
오이즈미촌(大泉村)은 야마가타현 히가시타가와군에 설치되었던 촌이다.